# Carlos Be
Juan Carlos Blanco García (Vilanova i la Geltrú, 4 de novembre de 1974) és un escriptor català.
Als vint-i-dos anys decideix abandonar la llicenciatura de Medicina per dedicar-se plenament a l'escriptura i adopta el nom de ploma de Carlos Be.
És un dramaturg i director de teatre. Ha obtingut diversos guardons per obres com La caja Pilcik (Premi Serantes de Teatre 2008), Origami (Premi Born de Teatre 2006), La extraordinaria muerte de Ulrike M. (finalista del Premi Casa de América - Festival de Escena Contemporánea de Dramatúrgia Innovadora 2005) i Noel Road 25: a genius like us (Premi Caja España 2001). També cultiva altres gèneres com la novel·la, el relat, el guió i la poesia.

## Obres premiades i publicacions
Les seves obres s'han publicat en castellà, català i gallec.
- 2009. La caja Pilcik (Premi Serantes de Teatre 2008), publicada per Editorial Artezblai.
- 2008. Galimatías (Creació Dramatúrgica Iberescena 2008).
- 2008. Llueven vacas, publicada per Arola Editors.
- 2008. Achicorias, publicada per la revista La Ratonera.
- 2007. Origami (Premi Born de Teatre 2006), publicada en català per Arola Editors, en castellà per Primer Acto -traduïda pel mateix autor- i en gallec per la Revista Galega de Teatro -traduïda per Afonso Becerra de Becerreá-.
- 2006. La extraordinaria muerte de Ulrike M. (finalista del Premi Casa de América - Festival de Escena Contemporánea de Dramatúrgia Innovadora 2005), publicada al volum II Premio Casa de América - Festival de Escena Contemporánea de Dramaturgia Innovadora de la Colección Teatro Americano Actual de Casa de América.
- 2006. El hombre de plástico, publicada al volum Grita: ¡Tengo sida! de la Universitat Complutense de Madrid.
- 2006. Amén, publicada al volum Matrimonios de la Colección Laboratorio de Escritura Teatral de la Muestra de Teatro Español de Autores Contemporáneos.
- 2002. Noel Road 25: a genius like us (Premi Caja España de Teatre 2001), publicada en castellà per Caja España i en català per l'Associació d'Actors i Directors Professionals de Catalunya (2005).

## Estrenes
Les seves obres s'han estrenat a Espanya i Panamà.
- Achicorias. 2008: Estrenada per la companyia The Zombie Company a L'Obrador de la Sala Beckett (Barcelona), amb direcció de l'autor i interpretada per Ester Aira i Fran Arráez.
- Noel Road 25: a genius like us. 2005: Estrenada per la companyia The Zombie Company a L'Obrador de la Sala Beckett (Barcelona), amb direcció d'Álex D. Capo i interpretada per Fran Arráez i Ludovic Tattevin. 2008: Estrenada per Adelas Producciones i Producciones Catarsis al Teatro La Quadra (Ciutat de Panamà), amb direcció d'Abdiel Tapia i interpretada per Bernardo Augusto i Alejandro Rodríguez.
- El hombre de plástico. 2005: Estrenada per la companyia Dante Teatro a Madrid, amb direcció de'Adolfo Simón i interpretada per Isaac Cuende.
- Enemigos. 2004: Estrenada per la companyia La JaJa a l'Institut del Teatre (Barcelona), amb direcció de d'Aída Moraga i interpretada per Javiera Gazitúa, Juan Carlos González i Alonso Torres.
- Eloísa y el domador de mariposas. 2003: Estrenada per la companyia The Zombie Company al Teatre Artenbrut (Barcelona), amb direcció de l'autor i interpretada per Fran Arráez, Sandra Bellés, Marian Bermejo, Gemma Charines, Marcel Dou i Xavi Sert.